# Kalmanka
Kalmanka (russisch Калма́нка) ist ein Dorf (selo) in der Region Altai (Russland) mit 3440 Einwohnern (Stand 14. Oktober 2010).

## Geographie
Der Ort liegt etwa 50 km Luftlinie südsüdwestlich des Regionsverwaltungszentrums Barnaul am Westrand des Obplateaus. Er befindet sich am linken Ufer des Flusses Bolschaja Kalmanka (Große Kalmanka) unweit seiner Einmündung in den Ob. Bei Kalmanka münden die Malaja Kalmanka (Kleine Kalmanka) und die Maruschka in die Bolschaja Kalmanka. 7 km südlich von Kalmanka mündet der Alei in den Ob; der frühere Mündungsarm des Alei Stary Alei (Alter  Alei) vereinigt sich unterhalb von Kalmanka mit der Bolschaja Kalmanka.
Kalmanka ist Verwaltungssitz des Rajons Kalmanski sowie Sitz der Landgemeinde Kalmanski selsowet, zu der außerdem die Siedlung Troizk am rechten Ufer der Bolschaja Kalmanka gegenüber Kalmanka gehört.

## Geschichte
Das Dorf wurde erstmals 1745 erwähnt. Seit 1935 ist Kalmanka Zentrum eines Rajons.

### Bevölkerungsentwicklung
| Jahr | Einwohner |
| ---- | --------- |
| 1939 | 3366      |
| 1959 | 3801      |
| 1970 | 3201      |
| 1979 | 3379      |
| 1989 | 3828      |
| 2002 | 3657      |
| 2010 | 3440      |

Anmerkung: Volkszählungsdaten

## Persönlichkeiten
- Wladislaw Kamilow (* 1995), Fußballspieler

## Verkehr
Kalmanka wird nordwestlich von der Fernstraße A349 Nowoaltaisk – Barnaul – Rubzowsk – kasachische Grenze umgangen. Etwa 25 km nordwestlich liegt im Dorf Noworomanowo (früher Noworomanowka) die Bahnstation Kalmanka an der Strecke Nowosibirsk – Barnaul – Semei.